# Jeannette G. Molsbergen
Jeannetta Gesina (Jeannette G.) Molsbergen (Utrecht, 10 juli 1885 - Utrecht, 18 december 1962) was een Nederlands alt en zang- en spraakpedagoge.
Ze was dochter van bakker Hendrik Jan Molsbergen en Gesina Jacoba Geurtje Harders, wonende aan de Oudegracht. Zelf bleef ze ongehuwd. Voor haar werkzaamheden werd ze onderscheiden met de gouden medaille in de Huisorde van Oranje, als ook erelid van de Koninklijke Nederlandse Toonkunstenaars Vereniging. Ze werd begraven op de Eerste Algemene Begraafplaats aan de Gansstraat. 
Ze kreeg haar opleiding aan de Muziekschool van de Maatschappij tot Bevordering der Toonkunst van Johan Wagenaar. Haar docente was Bertha Zegers Veeckens, die ook Tilia Hill opleidde. Op 27 september 1904 stond zij voor het eerst op de planken onder leiding van J.F. Tierie. Daarna volgden snel optredens in met name de Duitse  grensstreek. Ze vestigde zich in Utrecht als zangeres en zang- en spraakpedagoge. Ze zong nog door tot in de Tweede Wereldoorlog, maar weigerde zich melden bij de Nederlandsche Kultuurkamer en Muziekgilde. In haar huis aan het Wilhelminapark 1 (dan Nassaupark geheten) gaf ze huisconcerten met musici die elders geweerd werden, een traditie die ze tot in 1955 volhield. Ze was voorts betrokken bij groepen rond illegale tijdschriften en runde een meisjespension (werd daardoor "tante Mols" genoemd).
Molsbergen stond eenmaal in het Concertgebouw en wel op 5 maart 1914, toen ze onder leiding van Johan Schoonderbeek zong in Elias van Felix Mendelssohn-Bartholdy.
Componist Bertha Koopman droeg een tweetal liederen aan haar op. Ze stond enigszins bekend als volgster van nieuwe mode en liet zich graag kleden in kleding die geadverteerd werd in het Maandblad der Vereeniging voor Verbetering van Vrouwenkleding, waarbij ze afscheid nam van het corset.